# تيار الرامي

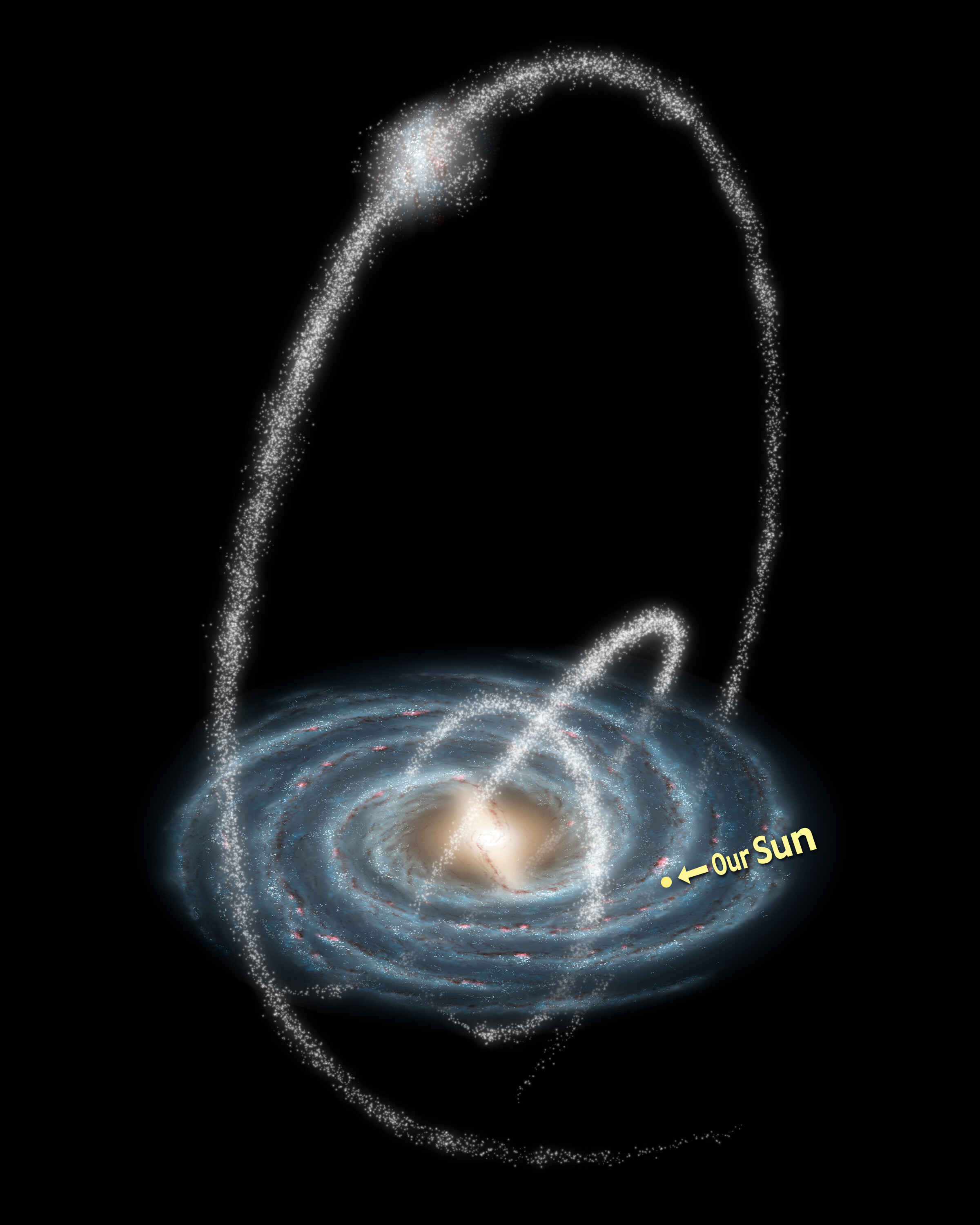
تصور فني لثلاثة تيارات نجمية حول درب التبانة اكتشفت في عام 2007

في علم الفلك تيار الرامي هو هيكل طويل ومعقد مكون من نجوم تلتف حول مجرة درب التبانة في مدار قطبي تقريبا. تيار الرامي هو أكبر وألمع تيار معروف في نظام درب التبانة، وهو من بقايا قزمة الرامي الإهليجية، إحدى أكبر المجرات التي تدور حول درب التبانة.

## الإكتشاف
اقترح هذا المجري النجمي في الأصل في عام 1995 من قبل عالم الفيزياء الفلكية الإنجليزي دونالد ليندن-بيل بعد تحليل توزع العناقيد المغلقة في درب التبانة. تم تحديد بنية التيار الفعلية من قبل نيوبيرج وآخرون. (2002) وماجوسكي وآخرون. (2003) باستخدام بيانات مجمعة من مسح سلووان الرقمي للسماء والمسح الميكروي الثنائي لكامل السماء.

## خصائص
يتألف تيار الرامي من نجوم أنتزعت بشكل مدّي من قزمة الرامي الإهليجية بفعل عملية الاندماج مع درب التبانة على مدى فترة تمتد لمليارات السنين.في عام 2006 وجد بيلوكوروف ومعاونوه أن تيار الرامي ينقسم إلى قسمين مختلفين.
حدود أعمار النجوم في فرعي التيار تمتد لحوالي 8 مليارات سنة، مما يشير إلى أن تشكل النجوم في قزمة الرامي الإهليجية توقف قبل حوالي 5 مليارات سنة. هذا التوقف المفاجئ لتشكل النجوم ربما كان سببه تمزق قزمة الرامي الإهليجية بفعل المد التجاذبي خلال التقائها شديد القرب مع درب التبانة. على الرغم من أن تشكل النجوم في قزمة الرامي الإهليجية يبدو أنه قد انتهى قبل 5 مليارات سنة فقط، فإن الجزء الأخفت من التيار يتكون من عدد قليل جدا من النجوم التي تشكلت قبل أقل من 10 مليارات سنة.
ولهذه النجوم تكوين أبسط. وهذا يعني أن هذا الجزء من التيار يأتي من منطقة في المجرة القزمة توقف فيها تشكل النجوم في وقت سابق قبل تمكن جمهرة النجوم الأكثر تعقيدا من التطور.

## العلاقة مع طبقات الذراع الحلزوني
يبدو أن تمزيق مجموعة كبيرة من النجوم في الماضي البعيد قد أرسل تذبذبات مماثلة للموجات الصوتية من خلال البنية الحلزونية لذراع درب التبانة. وتم رصد آثار التذبذبات اليوم كطبقات مكدسة عموديا من نجوم أكثر كثافة وأكثر تناثرا تتوزع فوق وتحت النظام الشمسي. وفي الوقت الحاضر، يتم تحديد موقع تيار الرامي بالنسبة للطبقات التي تم رصدها.